# NGC 7134
NGC 7134 est un très vieil amas ouvert situé dans la constellation du Capricorne. Il a été découvert par britannique Christian Peters en 1860.
NGC 7134 est à 1 065 ± 49 pc (∼3 470 al) du système solaire et les dernières estimations donnent un âge de 3,3 ± 0,13 milliards d'années. La taille apparente de l'amas est de 3,0 minutes d'arc, ce qui, compte tenu de la distance et grâce à un calcul simple, équivaut à une taille réelle de 3,03 ± 0,14 al.
Wolfgang Steinicke ainsi que le professeur Seligman considèrent NGC 7134 comme un groupe d'étoiles et non comme un amas ouvert. De plus, NGC 7134 ne figure pas sur le site WEBDA qui est consacré aux amas ouverts. La base de données Simbad considère qu'il s'agit amas ouvert et la bases de données NASA/IPAC indique qu'il s'agit de quelque chose d'autre (other"").
L'étoile la plus brillante dans le voisinage de NGC 7134 est TYC 5796-1217-1. Sa parallaxe est égale à 0,632 5 ± 0,02 mas ce qui correspond à une distance de 1 581 ± 50 pc (∼5 160 al), une distance qui est nettement supérieur à celle indiquée par Tadross dans son article. Vu son âge très avancé pour un amas et le peu d'étoiles visibles sur l'image du relevé Pan-STARRS, il s'agit probablement comme le soutiennent Steinicke et Seligman d'un groupe d'étoiles.